# Dijon
Dijon (francosko: [diʒɔ̃] ; v burgundščini Digion) je mesto v [[francoski departma|departmaju]g Côte-d'Or in regiji Burgundija-Franche-Comté v vzhodni Franciji. Leta 2017 je imela občina 156.920 prebivalcev.
Najstarejše arheološke najdbe znotraj mestnih meja Dijona segajo v obdobje neolitika. Dijon je kasneje postal rimsko naselje z imenom Divio, ki se stalo ob cesti med Lyonom in Parizom. Provinca je bila od začetka 11. do konca 15. stoletja dom burgundskih vojvod, Dijon pa je postal kraj izjemnega bogastva in moči, eno velikih evropskih središč umetnosti, učenja in znanosti.
Mesto je ohranilo različne arhitekturne sloge iz mnogih glavnih obdobij prejšnjega tisočletja, vključno s kapetinščino, gotiko in renesanso. Številne še vedno naseljene mestne hiše v osrednjem okrožju mesta izvirajo iz 18. stoletja in prej. Dijonsko arhitekturo med drugim odlikujejo bourguignoni (burgundske barvne strehe), izdelani iz glaziranih terakotnih ploščic različnih barv, razporejenih v geometrijske vzorce.
Dijon vsako leto jeseni na severni polobli gosti mednarodni gastronomski sejem. Dijon vsaka tri leta gosti tudi mednarodno cvetlično razstavo Florissimo. Dijon je postal znan po dijonski gorčici, ki je nastala leta 1856, ko je Jean Naigeon iz Dijona v tradicionalnem receptu za gorčico zamenjal kis z verjuice, kislim 'zelenim' sokom ne povsem zrelega grozdja. Dijon je zeleno mesto s pomembnim terciarnim sektorjem, pa tudi regionalno gospodarsko središče z raznoliko strukturo, tradicionalnim središčem za predelavo hrane (dijonska crême de cassis in kir, medenjaki, čokolada Lanvin ...) in priznanim farmacevtskim sektorjem.
Unesco je 4. julija 2015 zgodovinsko središče mesta vpisal na seznam svetovne dediščine kot eno od komponent območja Climats - vinogradna območja v Burgundiji zaradi njegovega zgodovinskega pomena pri urejanju sistema pridelave vina v Burgundiji.

## Zgodovina
Najstarejše arheološke najdbe znotraj mestnih meja Dijona segajo v obdobje neolitika. Dijon je kasneje postal rimsko naselje z imenom Divio, kar lahko pomeni sveti vodnjak, ki je bil na cesti iz Lyona v Pariz. Sveti Benignus, apokrifni zavetnik mesta, naj bi pred mučeniško smrtjo na to območje uvedel krščanstvo.
Ta provinca je bila od začetka 11. do konca 15. stoletja dom burgundskih vojvod, Dijon pa je bil kraj izjemnega bogastva in moči ter eno velikih evropskih središč umetnosti, učenja in znanosti. Vojvodina Burgundija je bila ključnega pomena pri preobrazbi srednjega veka v zgodnjo moderno Evropo. V palači burgundskih vojvod sta danes mestna hiša (Hôtel de Ville) in Muzej lepih umetnosti (musée des Beaux-Arts).
Leta 1513 sta švicarska in cesarska vojska napadli Burgundijo in oblegali Dijon, ki ga je branil guverner province, Louis II. de la Trémoille. Obleganje je bilo izjemno nasilno, vendar se je mesto uspelo upreti napadalcem. Po dolgih pogajanjih je Louisu II. de la Trémoilleu uspelo prepričati švicarsko in cesarsko vojsko, da umakneta svoje čete in vrneta tri talce, ki so bili zadržani v Švici. Med obleganjem je prebivalstvo prosilo Devico Marijo na pomoč in uspešno upiranje mesta ter poznejši umik napadalcev videli kot čudež. Zaradi teh razlogov so prebivalci Dijona v letih po obleganju začeli častiti Notre-Dame de Bon-Espoir (Gospo dobrega upanja). Čeprav je bilo nekaj delov mesta uničenih, danes skoraj ni vidnih znakov obleganja leta 1513. Vendar pa ima Dijonski muzej likovnih umetnosti veliko tapiserijo, ki prikazuje to epizodo v zgodovini mesta: prikazuje mesto pred vsemi poznejšimi uničenji (zlasti tistimi, ki so se zgodili med francosko revolucijo) in je primer umetnosti 16. stoletja.
Sistem prečiščene vode za prebivalce Dijona je zgradil Henry Darcy četrt stoletja preden je bil Pariz tako oskrbljen.
Dijon so leta 1814 okupirale tudi protinapoleonske koalicije, v letih 1870–71 pruska vojska in od junija 1940 naprej nacistična Nemčija med drugo svetovno vojno, ko so ga bombardirale ameriške letalske bombe B-17, preden sta Dijon 11. septembra 1944 osvobodili francoska vojska in francosko odporniško gibanje.

## Geografija
Dijon leži v osrčju ravnine, ki jo odmakata dve majhni sotočni reki: Suzon, ki jo večinoma prečka pod zemljo od severa proti jugu, in Ouche na južni strani mesta. Dlje proti jugu je côte ali pobočje z vinogradi, po katerem je departma dobil ime. Dijon leži 310 km jugovzhodno od Pariza, 190 km severozahodno od Ženeve in 190 km severno od Lyona.
Dijon ima oceansko podnebje (Cfb) s celinskim vplivom po Köppnovi podnebni klasifikaciji. Na mesto močno vpliva njegova lega daleč v notranjosti severovzhodne Francije. Zime so tako hladne do mrzle z zmernimi zmrzalmi ponoči in odtajanjem podnevi, poletja pa so topla do vroča in vlažna s pogostimi nevihtami.

## Uprava
Dijon je sedež šestih kantonov:
- Dijon-1 (del občine Dijon),
- Dijon-2 (del občine Dijon),
- Dijon-3 (del občine Dijon),
- Dijon-4 (del občine Dijon),
- Dijon-5 (del občine Dijon),
- Dijon-6 (del občine Dijon in Corcelles-les-Monts, Flavignerot).

Mesto je prav tako sedež okrožja, v katerega so poleg njegovih vključeni še kantoni Auxonne, Chenôve, Fontaine-Française, Fontaine-lès-Dijon, Genlis, Gevrey-Chambertin, Grancey-le-Château-Neuvelle, Is-sur-Tille, Mirebeau-sur-Bèze, Pontailler-sur-Saône, Saint-Seine-l'Abbaye, Selongey in Sombernon s 361.844 prebivalci (2016) in površino 2808,2 km².

## Znamenitosti
Dijon ima veliko število cerkva, vključno: cerkev Notre Dame, sv. Filiberta, sv. Mihaela in Dijonska stolnica, posvečena apokrifnemu svetemu Benignusu, katere kripta je stara več kot 1000 let. Mesto je ohranilo različne arhitekturne sloge iz mnogih glavnih obdobij prejšnjega tisočletja, vključno s kapetinščino, gotiko in renesanso. Številne še vedno naseljene mestne hiše v osrednjem okrožju mesta izvirajo iz 18. stoletja in prej. Dijonsko arhitekturo med drugim odlikujejo bourguignoni (burgundske barvne strehe), izdelane iz glaziranih terakotnih ploščic različnih barv, razporejenih v geometrijske vzorce.
Dijonu je bilo uničenje zaradi vojn, kot sta francosko-pruska vojna leta 1870 in druga svetovna vojna, kljub okupaciji mesta večinoma prizaneseno. Zato so številne stare stavbe, kot so lesene hiše iz 12. do 15. stoletja (ki jih najdemo predvsem v osrednjem delu mesta), nepoškodovane, vsaj ne zaradi organiziranega nasilja.
V Dijonu je veliko muzejev, vključno z Musée des Beaux-Arts de Dijon (Muzej likovne umetnosti v Dijonu) v delu vojvodske palače. V njej so med drugim vojvodske kuhinje iz sredine 15. stoletja in obsežna zbirka predvsem evropske umetnosti od rimskih časov do danes.
Med bolj priljubljenimi znamenitostmi je vojvodska palača, Palais des Ducs et des États de Bourgogne ali Palača burgundskih vojvod (47°19′19″N 5°2′29″E / 47.32194°N 5.04139°E), ki vključuje enega redkih preostalih primerov arhitekture kapetinškega obdobja v regiji. Številni obiskovalci, ki jih zanima umetnost, se zgrinjajo k Puits de Moïse ali Mojzesovemu vodnjaku, monumentalni skulpturi Clausa Sluterja.
Cerkev Notre Dame je znana tako po svoji umetnosti kot arhitekturi. Priljubljena legenda pravi, da je eden od njenih kamnitih reliefnih kipov, sova (la chouette), amulet za srečo: obiskovalci cerkve se sove dotaknejo z levo roko, in si zaželijo željo. (Sedanja rezbarija je bila obnovljena, potem ko jo je vandalizem poškodoval v noči med 5. in 6. januarjem 2001).
Grand Théâtre de Dijon, zgrajen leta 1828 in eno glavnih prizorišč Dijonske opere, je bilo leta 1975 razglašeno za zgodovinski spomenik Francije. Zasnoval ga je v Dijonu rojeni arhitekt Jacques Cellerier (1742–1814) v neoklasicističnem slogu z notranjostjo po vzoru italijanskih opernih hiš.

## Kultura
Dijon vsako leto jeseni gosti svoj mednarodni gastronomski sejem. Z več kot 500 razstavljavci in 200.000 obiskovalci vsako leto je eden od desetih najpomembnejših sejmov v Franciji. Dijon je tudi gostitelj mednarodne razstave cvetja Florissimo, ki se odvija vsaka tri leta.
Dijon ima številne muzeje, kot so Muzej likovne umetnosti Dijon (Musée des Beaux-Arts de Dijon), Arheološki muzej (Musée Archéologique), Muzej burgundskega življenja (Musée de la Vie Bourguignonne), Muzej sakralne umetnosti (Musée d'Art Sacré) in Musée Magnin. V njem je tudi približno 700 hektarjev parkov in zelenih površin, vključno z botaničnim vrtom Jardin botanique de l'Arquebuse.
V Dijonu je pomemben center sodobne umetnosti Le Consortium, šola za likovno umetnost (ENSA) in številne umetniške galerije, kot je Fonds régional d'art contemporain, ki hrani stalno zbirko, vključno z deli lokalno uveljavljenega umetnika Yan Pei-Minga.
Poleg številnih barov, kjer včasih nastopajo glasbene skupine v živo, so v Dijonu nekatera priljubljena glasbena prizorišča: Le Zenith de Dijon, La Vapeur, l'Espace autogéré des Tanneries in l'Atheneum.
Dijonska gorčica izvira iz leta 1856, ko je Jean Naigeon iz Dijona v tradicionalnem receptu za gorčico kis nadomestil z verjuice, kislim 'zelenim' sokom ne povsem zrelega grozdja. Na splošno gorčice iz Dijona danes vsebujejo belo vino in ne verjuice. Dijonska gorčica se ne proizvaja nujno v bližini Dijona, saj se izraz v skladu z zakonodajo Evropske unije šteje za generičnega, zato ga ni mogoče registrirati za zaščiteno označbo porekla. Večina dijonske gorčice (blagovnih znamk, kot sta Amora ali Maille) se proizvaja industrijsko in več kot 90 % gorčičnih semen, ki se uporabljajo v lokalni proizvodnji, se uvozi, predvsem iz Kanade. Leta 2008 je Unilever zaprl svojo tovarno gorčice Amora v Dijonu. Trgovine z gorčico v Dijonu prodajajo eksotično ali nenavadno aromatizirano gorčico (na primer z okusom sadja), ki se pogosto prodaja v dekorativnih ročno poslikanih lončkih iz fajanse (porcelana).
Burgundija je svetovno znana vinorodna regija, pomembni vinogradi, kot sta Vosne-Romanée in Gevrey-Chambertin, pa so oddaljeni manj kot 20 minut od središča mesta. Mestna univerza se ponaša s priznanim enološkim inštitutom. Cesta od Santenaya do Dijona je znana kot "route des Grands Crus", kjer po podatkih Wine Searcherja pridelujejo osem od desetih najdražjih vin na svetu.
Mesto je znano tudi po crème de cassis ali likerju iz črnega ribeza, ki se uporablja v pijači Kir, poimenovani po nekdanjem županu Dijona, kanoniku Félixu Kiru, mešanici crème de cassis z belim vinom, tradicionalno Bourgogne Aligoté.

## Pobratena mesta
Dijon je pobraten z:
- Białystok, Poljska, od 1996
- Cluj-Napoca, Romunija
- Chefchaouen, Maroko
- Dakar, Senegal
- Dallas, ZDA, od 1957
- Guimarães, Portugalska
- Mainz, Nemčija, od 1958
- Praga, Češka
- Reggio Emilia, Italija, od 1963
- Skopje, Severna Makedonija, od 1961
- Volgograd, Rusija, od 1960
- York, Združeno kraljestvo, od 1953

## Šport
V mestu je med letoma 1927 in 1946 potekala dirka za Veliko nagrado Burgundije. Na dirkališču Dijon-Prenois v bližini Dijona je med letoma 1974 in 1984 petkrat potekala prvenstvena dirka Formule 1 za Veliko nagrado Francije, leta 1975 neprvenstvena dirka Formule 1 za Veliko nagrado Švice, leta 1982 pa prvenstvena dirka Formule 1 za Veliko nagrado Švice. 